# Procmail
procmail est un agent de distribution du courriel permettant de filtrer les courriels entrants, par exemple pour éliminer le spam, filtrer par expéditeur, etc. Son emploi est largement répandu dans les systèmes Unix. Il peut par exemple être utilisé pour filtrer les courriels avec des pièces jointes, pour envoyer des réponses automatiques en cas d'absence du destinataire, etc. Le programme procmail est stable. Pendant longtemps il n'a pas été maintenu (la précédente  version date de 2001).
L'utilitaire formail, fourni avec procmail, permet d'extraire automatiquement et de modifier les en-têtes des courriels, par exemple :
- Expéditeur (from)
- Destinataire (to)
- Liste de diffusion (Mailing List)
- Objet (Subject)
- Corps de texte (Contenu du courriel)
- Spam (à l'aide d'un auxiliaire de détection de type SpamAssassin)

## Exemples
Exemple de configuration, généralement réalisée dans un fichier nommé .procmailrc :
```
DROPPRIVS=yes
DEFAULT=$HOME/Maildir/
MAILDIR=$HOME/Maildir/

# Suit le courriel au travers du démon spamc qui est l'interface de 
SpamAssassin

:0fw
| /usr/bin/spamc

# Déplace le courriel reconnu comme 
spam
 dans la poubelle (anglais US : trash) '.Trash/'

:0:
* ^X-Spam-Level: \*\*\*
.Trash/

:0H
* ^X-Spam-Level: \*\*\*\*\*\*\*\*\*\*
/dev/null

:0:
* ^X-Spam-Status: Yes
.Trash/

#(wikipedia Allemagne) :

:0fw
| /usr/bin/spamassassin

:0H
* ^X-Spam-Level: \*\*\*\*\*\*\*\*\*\*
/dev/null

:0H
* ^X-Spam-Status: Yes
./Spam
```